# L'Isle-sur-le-Doubs
L'Isle-sur-le-Doubs is een gemeente in het Franse departement Doubs (regio Bourgogne-Franche-Comté). De plaats maakt deel uit van het arrondissement Montbéliard. L'Isle-sur-le-Doubs telde op 1 januari 2022 2.812 inwoners.

## Geografie
De oppervlakte van L'Isle-sur-le-Doubs bedraagt 10,67 km2, de bevolkingsdichtheid is 269 inwoners per km2 (per 1 januari 2019). Het dorp is omgeven door twee armen van de Doubs, die zo een eiland vormen.
De onderstaande kaart toont de ligging van L'Isle-sur-le-Doubs met de belangrijkste infrastructuur en aangrenzende gemeenten.

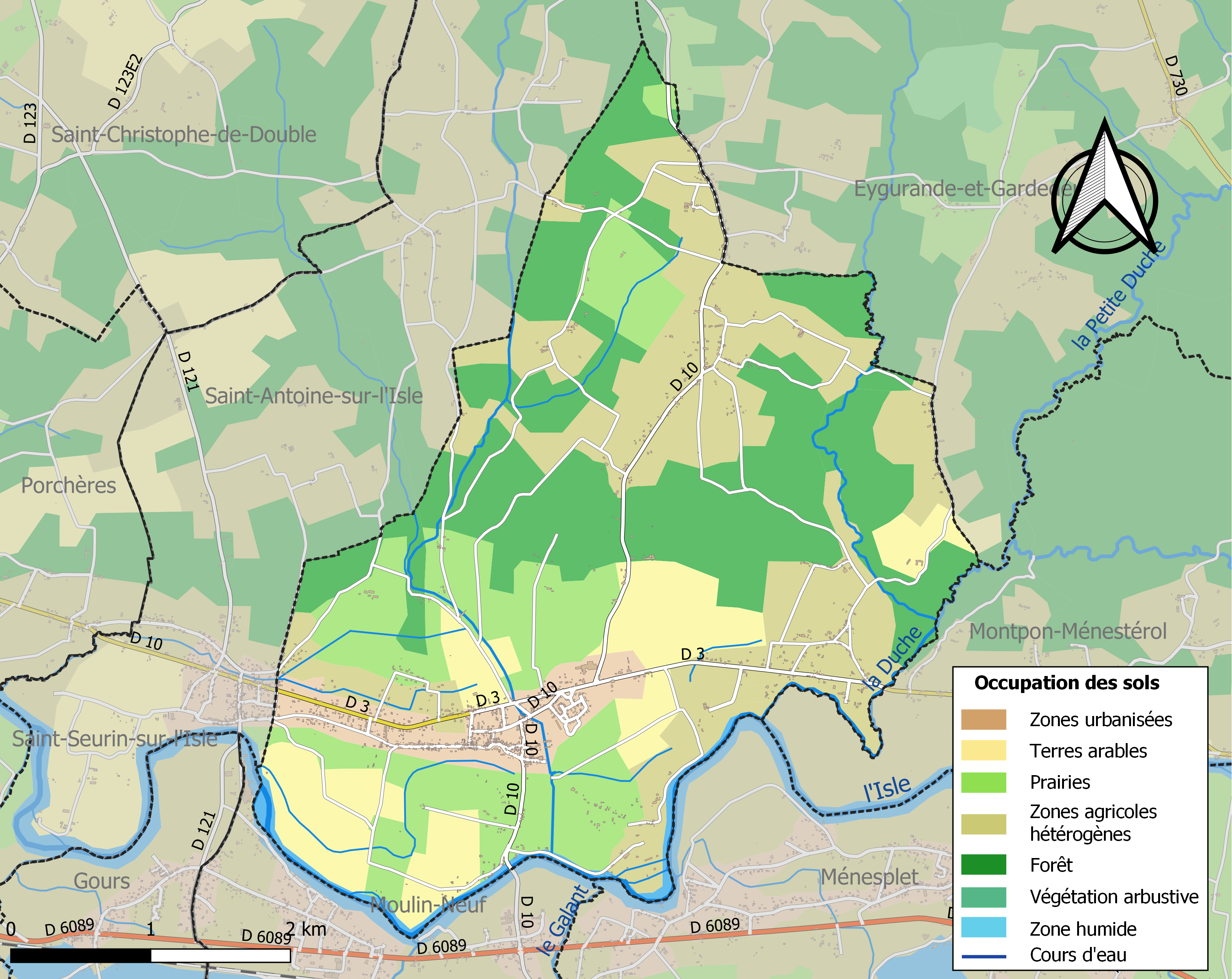

## Verkeer en vervoer
In de gemeente ligt spoorwegstation L'Isle-sur-le-Doubs.

## Demografie
Onderstaande figuur toont het verloop van het inwonertal (bron: INSEE-tellingen).